# Leptodius danae
Leptodius danae är en kräftdjursart som först beskrevs av Nils Hjalmar Odhner 1925.  Leptodius danae ingår i släktet Leptodius och familjen Xanthidae. Inga underarter finns listade i Catalogue of Life.